# Samaniego (Spagna)
Samaniego è un comune spagnolo  situato nella comunità autonoma dei Paesi Baschi.